# Richmond (Vermont)
Pour les articles homonymes, voir Richmond.
Richmond est une ville de l'État américain du Vermont, située dans le comté de Chittenden. Selon le recensement de 2010, sa population est de 4 081 habitants.